# Dercylinus impressus
Dercylinus impressus är en skalbaggsart som beskrevs av Maximilien de Chaudoir. Dercylinus impressus ingår i släktet Dercylinus och familjen jordlöpare. Inga underarter finns listade i Catalogue of Life.